# Pseudoplexaura
Pseudoplexaura är ett släkte av koralldjur. Pseudoplexaura ingår i familjen Plexauridae.
Kladogram enligt Catalogue of Life:
| Pseudoplexaura | \| \| Pseudoplexaura crucis \| \| \| \| \| \| Pseudoplexaura flagellosa \| \| \| \| \| \| Pseudoplexaura porosa \| \| \| \| \| \| Pseudoplexaura wagenaari \| \| \| \| |
|                | \| \| Pseudoplexaura crucis \| \| \| \| \| \| Pseudoplexaura flagellosa \| \| \| \| \| \| Pseudoplexaura porosa \| \| \| \| \| \| Pseudoplexaura wagenaari \| \| \| \| |
|                | Pseudoplexaura crucis |
|                | |
|                | Pseudoplexaura flagellosa |
|                | |
|                | Pseudoplexaura porosa |
|                | |
|                | Pseudoplexaura wagenaari |
|                | |